# Elciego
Elciego (castelhano) / Eltziego (basco) é um município da Espanha na província de Álava, comunidade autónoma do País Basco, de área 16,32 km² com população de 1001 habitantes (2007) e densidade populacional de 56,88 hab/km².
Na Rioja Alavesa e unida irremediavelmente ao vinho, Elciego sofreu uma revolução quando o famoso arquitecto Frank Gehry realizou a ampliação das adegas do Marqués de Riscal. Trata-se de uma obra vanguardista de titânio que pôs no mapa esta aldeia.

## Demografia
| Variação demográfica do município entre 1991 e 2004 | Variação demográfica do município entre 1991 e 2004 | Variação demográfica do município entre 1991 e 2004 | Variação demográfica do município entre 1991 e 2004 |
| --------------------------------------------------- | --------------------------------------------------- | --------------------------------------------------- | --------------------------------------------------- |
| 1991                                                | 1996                                                | 2001                                                | 2004                                                |
| 908                                                 | 921                                                 | 930                                                 | 926                                                 |

## Património
- Praça Maior
- Igreja de Santo André